# P-Phenolsulfonsäure
p-Phenolsulfonsäure, auch 4-Hydroxybenzolsulfonsäure, bildet farblos Kristallnadeln oder eine ölige Flüssigkeit gelblicher bis rötlicher Farbe, mit phenolartigem Geruch. Sie ist isomer zu o-Phenolsulfonsäure (Sozolsäure) und m-Phenolsulfonsäure.

## Darstellung
p-Phenolsulfonsäure kann durch Sulfonierung von Phenol mit konzentrierter Schwefelsäure gewonnen werden, wobei ein Gemisch aus p-Phenolsulfonsäure und o-Phenolsulfonsäure entsteht. Eine weitere, energischere Sulfonierung des Phenols führt zu Phenol-2,4-disulfonsäure.

## Wirkung
p-Phenolsulfonsäure wirkt auf Proteine denaturierend. Sie wirkt nach oraler Aufnahme oder Inhalation und auf der Haut als Reizstoff und ist für Augen, Haut und Lunge toxisch oder ätzend. Bei ihrer Verarbeitung muss für Augenschutz und ausreichende Lüftung gesorgt werden.

## Verwendung
Phenolsulfonsäuren dienen zur Herstellung von Farbstoffen oder Waschmitteln. In der Mundpflege wird Phenolsulfonsäure im Gemisch mit Guajacolsulfonsäure eingesetzt, um Schleimhautveränderungen wie beispielsweise Aphthen zu bekämpfen. Auch die Anwendung zur Entfernung von Bakterienbelägen und Dentalablagerungen wird beschrieben.